# Associazione Calcio Lanerossi Vicenza 1957-1958
Questa voce raccoglie le informazioni riguardanti l'Associazione Calcio Lanerossi Vicenza nelle competizioni ufficiali della stagione 1957-1958.

## Rosa
| N. |                        | Ruolo | Calciatore                |
| -- | ---------------------- | ----- | ------------------------- |
|    | Italia (bandiera)      | P     | Franco Luison             |
|    | Italia (bandiera)      | P     | Alessandro Bazzoni        |
|    | Italia (bandiera)      | P     | Pietro Battara            |
|    | Italia (bandiera)      | D     | Remo Lancioni             |
|    | Italia (bandiera)      | D     | Giulio Savoini            |
|    | Italia (bandiera)      | D     | Gino Giaroli              |
|    | Italia (bandiera)      | D     | Gianfranco Dell'Innocenti |
|    | Italia (bandiera)      | D     | Giancarlo Capucci         |
|    | Italia (bandiera)      | D     | Guglielmo Burelli         |
|    | Italia (bandiera)      | D     | Franco Gianesello         |
|    | Inghilterra (bandiera) | C     | Anthony Marchi            |

| N. |                   | Ruolo | Calciatore           |
| -- | ----------------- | ----- | -------------------- |
|    | Italia (bandiera) | C     | Mario David          |
|    | Italia (bandiera) | C     | Giorgio De Marchi    |
|    | Svezia (bandiera) | A     | Jan Aronsson         |
|    | Italia (bandiera) | A     | Sergio Campana       |
|    | Italia (bandiera) | A     | Giancarlo Fusato     |
|    | Italia (bandiera) | A     | Lelio Antoniotti     |
|    | Italia (bandiera) | A     | Marcello Agnoletto   |
|    | Italia (bandiera) | A     | Giorgio Valentinuzzi |
|    | Italia (bandiera) | A     | Adriano Bassetto     |
|    | Italia (bandiera) | A     | Renzo Cappellaro     |
|    | Italia (bandiera) | A     | Giusto Lodi          |

## Risultati

### Serie A

#### Girone di andata
| 8 settembre 1957 1ª giornata | L.R. Vicenza | 1 – 1 | Milan |  |

| 15 settembre 1957 2ª giornata | Verona | 1 – 0 | L.R. Vicenza |  |

| 22 settembre 1957 3ª giornata | L.R. Vicenza | 2 – 0 | Atalanta |  |

| 29 settembre 1957 4ª giornata | Lazio | 2 – 0 | L.R. Vicenza |  |

| 6 ottobre 1957 5ª giornata | L.R. Vicenza | 3 – 0 | Fiorentina |  |

| 13 ottobre 1957 6ª giornata | L.R. Vicenza | 2 – 0 | SPAL |  |

| 20 ottobre 1957 7ª giornata | Padova | 1 – 0 | L.R. Vicenza |  |

| 27 ottobre 1957 8ª giornata | Sampdoria | 1 – 1 | L.R. Vicenza |  |

| 3 novembre 1957 9ª giornata | L.R. Vicenza | 2 – 1 | Juventus |  |

| 10 novembre 1957 10ª giornata | L.R. Vicenza | 3 – 3 | Genoa |  |

| 17 novembre 1957 11ª giornata | Alessandria | 2 – 1 | L.R. Vicenza |  |

| 24 novembre 1957 12ª giornata | Roma | 1 – 1 | L.R. Vicenza |  |

| 15 dicembre 1957 13ª giornata | L.R. Vicenza | 2 – 0 | Inter |  |

| 22 dicembre 1957 14ª giornata | Torino | 1 – 0 | L.R. Vicenza |  |

| 29 dicembre 1957 15ª giornata | L.R. Vicenza | 3 – 2 | Bologna |  |

| 5 gennaio 1958 16ª giornata | Udinese | 0 – 1 | L.R. Vicenza |  |

| 12 gennaio 1958 17ª giornata | Napoli | 3 – 1 | L.R. Vicenza |  |

#### Girone di ritorno
| 26 gennaio 1958 18ª giornata | Milan | 4 – 1 | L.R. Vicenza |  |

| 2 febbraio 1958 19ª giornata | L.R. Vicenza | 1 – 1 | Verona |  |

| 9 febbraio 1958 20ª giornata | Atalanta | 2 – 4 | L.R. Vicenza |  |

| 16 febbraio 1958 21ª giornata | L.R. Vicenza | 1 – 0 | Lazio |  |

| 23 febbraio 1958 22ª giornata | Fiorentina | 2 – 1 | L.R. Vicenza |  |

| 2 marzo 1958 23ª giornata | SPAL | 1 – 3 | L.R. Vicenza |  |

| 9 marzo 1958 24ª giornata | L.R. Vicenza | 1 – 2 | Padova |  |

| 16 marzo 1958 25ª giornata | L.R. Vicenza | 2 – 4 | Sampdoria |  |

| 30 marzo 1958 26ª giornata | Juventus | 5 – 2 | L.R. Vicenza |  |

| 6 aprile 1958 27ª giornata | Genoa | 1 – 0 | L.R. Vicenza |  |

| 13 aprile 1958 28ª giornata | L.R. Vicenza | 4 – 0 | Alessandria |  |

| 20 aprile 1958 29ª giornata | L.R. Vicenza | 3 – 1 | Roma |  |

| 27 aprile 1958 30ª giornata | Inter | 1 – 0 | L.R. Vicenza |  |

| 4 maggio 1958 31ª giornata | L.R. Vicenza | 1 – 1 | Talmone Torino |  |

| 11 maggio 1958 32ª giornata | Bologna | 4 – 0 | L.R. Vicenza |  |

| 18 maggio 1958 33ª giornata | L.R. Vicenza | 0 – 0 | Udinese |  |

| 25 maggio 1958 34ª giornata | L.R. Vicenza | 4 – 0 | Napoli |  |

### Coppa Italia

#### Fase a gironi
| 1ª giornata | Brescia | 1 – 1 | L.R. Vicenza |  |

| 2ª giornata | L.R. Vicenza | 2 – 1 | Padova |  |

| 3ª giornata | L.R. Vicenza | 0 – 0 | Venezia |  |

| 4ª giornata | L.R. Vicenza | 0 – 1 | Brescia |  |

| 5ª giornata | Padova | 1 – 0 | L.R. Vicenza |  |

| 6ª giornata | Venezia | 0 – 2 | L.R. Vicenza |  |

## Statistiche

### Statistiche di squadra
| Competizione | Punti | In casa | In casa | In casa | In casa | In casa | In casa | In trasferta | In trasferta | In trasferta | In trasferta | In trasferta | In trasferta | Totale | Totale | Totale | Totale | Totale | Totale | DR |
| Competizione | Punti | G       | V       | N       | P       | Gf      | Gs      | G            | V            | N            | P            | Gf           | Gs           | G      | V      | N      | P      | Gf     | Gs     | DR |
| ------------ | ----- | ------- | ------- | ------- | ------- | ------- | ------- | ------------ | ------------ | ------------ | ------------ | ------------ | ------------ | ------ | ------ | ------ | ------ | ------ | ------ | -- |
| Serie A      | 33    | 17      | 10      | 5       | 2       | 35      | 16      | 17           | 3            | 2            | 12           | 16           | 32           | 34     | 13     | 7      | 14     | 51     | 48     | +3 |
| Coppa Italia | 6     | 3       | 1       | 1       | 1       | 2       | 2       | 3            | 1            | 1            | 1            | 3            | 2            | 6      | 2      | 2      | 2      | 5      | 4      | +1 |
| Totale       |       | 20      | 11      | 6       | 3       | 37      | 18      | 20           | 4            | 3            | 13           | 19           | 34           | 40     | 15     | 9      | 16     | 56     | 52     | +4 |

### Statistiche dei giocatori
| Giocatore         | Serie A  | Serie A | Coppa Italia | Coppa Italia | Totale   | Totale |
| Giocatore         | Presenze | Reti    | Presenze     | Reti         | Presenze | Reti   |
| ----------------- | -------- | ------- | ------------ | ------------ | -------- | ------ |
| M. Agnoletto      | 16       | 0       | ?            | ?            | 16+      | 0+     |
| L. Antoniotti     | 16       | 1       | ?            | ?            | 16+      | 1+     |
| J. Aronsson       | 30       | 10      | ?            | ?            | 30+      | 10+    |
| A. Bassetto       | 8        | 1       | ?            | ?            | 8+       | 1+     |
| P. Battara        | 2        | -7      | ?            | ?            | 2+       | -7+    |
| A. Bazzoni        | 14       | -16     | ?            | ?            | 14+      | -16+   |
| G. Burelli        | 11       | 0       | ?            | ?            | 11+      | 0+     |
| S. Campana        | 29       | 13      | ?            | ?            | 29+      | 13+    |
| R. Cappellaro     | 3        | 2       | ?            | ?            | 3+       | 2+     |
| G. Capucci        | 16       | 0       | ?            | ?            | 16+      | 0+     |
| M. David          | 28       | 9       | ?            | ?            | 28+      | 9+     |
| G. Dell'Innocenti | 22       | 0       | ?            | ?            | 22+      | 0+     |
| G. De Marchi      | 13       | 1       | ?            | ?            | 13+      | 1+     |
| G. Fusato         | 21       | 3       | ?            | ?            | 21+      | 3+     |
| F. Gianesello     | 1        | 0       | ?            | ?            | 1+       | 0+     |
| G. Giaroli        | 26       | 1       | ?            | ?            | 26+      | 1+     |
| R. Lancioni       | 31       | 0       | ?            | ?            | 31+      | 0+     |
| G. Lodi           | 1        | 0       | ?            | ?            | 1+       | 0+     |
| F. Luison         | 18       | -25     | ?            | ?            | 18+      | -25+   |
| A. Marchi         | 30       | 7       | ?            | ?            | 30+      | 7+     |
| G. Savoini        | 27       | 2       | ?            | ?            | 27+      | 2+     |
| G. Valentinuzzi   | 11       | 1       | ?            | ?            | 11+      | 1+     |